# Доменіко Скарлатті
Джузе́ппе Доме́ніко Скарлатті (італ. Giuseppe Domenico Scarlatti; 26 жовтня 1685, Неаполь — 23 липня 1757, Мадрид) — італійський композитор і клавесиніст епохи бароко, син композитора Алессандро Скарлатті.

## Біографія
Народився у Неаполі в сім'ї відомого композитора Алессандро Скарлатті. Брав уроки таких композиторів як Гаетано Греко, Франческо Гаспаріні і Бернардо Пасквіні.
З 1701 року працював у королівській каплиці. У 1704—1708 роки жив у Венеції, з 1709 року — у Римі придворним музикантом польської королеви у вигнанні Марії Казимирі. Брав участь у змаганні виконавців, був визнаний найкращим клавесиністом за Генделя, проте поступився йому у вправності гри на органі. У ці роки написав ряд опер для приватного театру Казимири. З 1715 по 1719 рік був капельмейстером у соборі Святого Петра, і в останній рік він виїхав у Лондон, де поставив свою оперу «Narcisco» в королівському театрі.
У 1720—1725 роки служив королівським придворним музикантом у Лісабоні. 1728 році у Римі одружився з Марією Катериною Джентілі. У 1729—1733 роках жив у Севільї, де ознайомився з музикою фламенко.
З 1733 року перебував при Мадридському королівському дворі, де і прожив до самої смерті. У Мадриді Скарлатті написав більше 500 сонат для клавіру, багато з яких не втрачають популярності до сьогодні. У Мадриді у Скарлатті народилися п'ять дітей. Після смерті дружини Марії Катерини в 1742 році, одружився з іспанкою Настасією Махарте Хімене. Домініко Скарлатті був другом Фарінеллі, знаменитого кастрата-сопрано, що також був уродженцем Неаполя, але проживав під королівською опікою у Мадриді. Історик і музикознавець Ральф Кіркпатрик виявив кореспонденцію Фарінеллі, у якій знайдена більша частина відомої зараз інформації про Скарлатті.
Доменіко Джузеппе Скарлатті вмер у Мадриді, у віці 71 року. На його будинку в Calle Leganitos висить пам'ятна дошка з його ім'ям, а його нащадки дотепер живуть у Мадриді.

## Музика
Лише частина творів Скарлатті була опублікована за його життя. Уважається, що Скарлатті сам опублікував у 1738 року збірник 30 своїх найвідоміших робіт Essercizi («Вправи»). Збірник з успіхом був прийнятий по всій Європі, і був відзначений видатним музичним критиком вісімнадцятого століття Чарльзом Барні.
Більшість сонат, які не були опубліковані при житті Скарлатті, друкувалися рідко й нерегулярно протягом наступних двох з половиною століть. Попри це, його музика приваблювала видатних музикантів, таких як Фридерик Шопен, Бела Барток, Генріх Шенкер і Володимир Горовиць.
Скарлатті написав більше п'яти сотень сонат, більшість мають одночастинну форму, з незмінним темпом й є зразком стародавньої двочастинної форми. Сучасна техніка гри на фортепіано випробувала сильний вплив цих сонат. Деякі з них показують сміливу роботу з гармонією, що виражається як у використанні дисонансу й кластерів, так й у несподіваних модуляціях у непаралельні тональності. Його творчість зіграла значну роль у подальшому розвиткові сонати, вплинула на багатьох композиторів, серед яких згадується П'єтро Доменіко Парадізі.
Значний вплив на Скарлатті справила іспанська народна музика. Це виявилося у використанні фригійського ладу, тональних модуляцій, не властивих академічному європейському мистецтву тих часів, а також дисонуючого звучання кластерів як імітації звучання гітари. Іноді Скарлатті цитував народні мелодії практично без змін, що було дуже незвичайно для його епохи.

## Пам'ять
Сонати Скарлатті займають значне місце в репертуарі піаністів та клавесиністів. На клавесині записи сонат Скарлатті здійснювали Ванда Ландовська, Густав Леонгардт та Ральф Кіркпатрік, відомий дослідник творчості композитора. На фортепіано записи сонат Скарлатті здійснювали Володимир Горовиць, Марта Аргеріх, Артуро Бенедетті Мікеланджелі, Діну Ліпатті, Михайло Плєтньов, Еміль Гілельс, Клара Хаскіл, Мюррей Перайя, ряд сонат записав також відомий композитор Бела Барток
Іменем Доменіка Скарлатті названо кратер на Меркурії та астероїд.